# 百濟郡
百濟郡是日本過去攝津國轄下的郡，曾與西生郡、東生郡、住吉郡被合稱「江南四郊」。

## 歴史
631年百濟的王子豐璋和善光以人質的身分被送到日本，660年百濟遭唐與新羅聯軍攻入首都後，豐璋帶領倭国提供的援軍回到朝鮮半島繼位為百濟國王，但663年在白江口之战敗給唐與新羅聯軍後不久遭到俘虜並送往中國。此後豐璋留在日本的弟弟－善光於664年得到了天智天皇的允許，在攝津國難波附近建立百濟郡，帶領逃至日本的百濟皇族及人民居住於此。691年，善光又被持統天皇賜予「百濟王」之姓。
但此後隨著百濟王氏後人遷出此地至河內國，在平安時代末期百濟郡被廢除，併入東成郡；而原本江南四郊的名稱則被「欠郡」所取代，用以表示西生郡、東生郡、住吉郡三郡。